# Tanitella
Tanitella is een geslacht van rechtvleugeligen uit de familie Pyrgomorphidae. De wetenschappelijke naam van dit geslacht is voor het eerst geldig gepubliceerd in 1962 door Kevan.

## Soorten
Het geslacht Tanitella omvat de volgende soorten:
- Tanitella prasina Karsch, 1888
- Tanitella sanderi Krauss, 1901